# 100 видів, що перебувають під найбільшою загрозою
100 видів, що перебувають під найбільшою загрозою — компільований список тварин, рослин і грибів світу, що перебувають на межі зникнення. Це результат співпраці понад 8000 учених з International Union for Conservation of Nature Species Survival Commission (IUCN SSC), разом з Зоологічним товариством Лондона. Доповідь було опубліковано Зоологічним товариством Лондона в 2012 р. у вигляді книжки, Priceless or Worthless?

## 100 видів, що перебувають під найбільшою загрозою
| Вид                              | Звичайна назва                                                                               | Тип                        | Зображення | Поширення | Чисельність                 | Загрози |
| -------------------------------- | -------------------------------------------------------------------------------------------- | -------------------------- | ---------- | --- | --------------------------- | --- |
| Abies beshanzuensis              | Байшанська ялиця                                                                             | Рослина (дерево)           |            | Байшанські гори, Джейджанг, Китай | 5 дорослих дерев            | - сільське господарство - пожежі |
| Actinote zikani                  |                                                                                              | Комаха (метелик)           |            | Поблизу Сан-Пауло, Атлантичний ліс, Бразилія | Невідомо                    | - втрата біотопів через експансію людей |
| Aipysurus foliosquama            | Морська змія родини Elapidae                                                                 | Плазун                     |            | Риф Ашморе і Риф Гібернія, Тиморське море | Невідомо                    | - Невідомо, можливо, деградація біотопів коралових рифів                                                                                   |
| Amanipodagrion gilliesi          | Amani flatwing                                                                               | Комаха(Рівнокрилі бабки)   |            | Amani-Sigi Forest, Гори Усамабара, Танзанія | < 500 особин                | - популяційний тиск і забруднення води |
| Antilophia bokermanni            | Шоломоносний манакін-араріпе                                                                 | Птах                       |            | Chapado do Araripe, South Ceará, Бразилія | 779 особин                  | - місця відпочинку і розваг - забір води                                                                                                   |
| Antisolabis seychellensis        | (щипавка)                                                                                    | Комаха                     |            | Morne Blanc, Mahé island, Сейшели | Невідомо                    | - інвазивний вид - зміни клімату |
| Aphanius transgrediens           | Аджигельська променеперка                                                                    | Риба                       |            | південно-східний берег озера Ачі, Туреччина | кілька сотень пар           | - конкуренція і хижацтво з боку гамбузії - будівництво дороги                                                                              |
| Aproteles bulmerae               | Крилан Бальмера                                                                              | Ссавець (кажан)            |            | печера Luplupwintern, Західна провінція, Папуа-Нова Гвінея                                                                                       | прибл. 150                  | - полювання - порушення у печері |
| Ardea insignis                   | Біло-черева чапля                                                                            | Птах                       |            | Бутан, Північний схід Індії і Ньянма | 70-400 особин               | - розвиток ГЕС |
| Ardeotis nigriceps               | Велика індійська дрохва                                                                      | Птах                       |            | Раджастан, Гуярат, Магарадша, Андра Прадеш, Карнатака, Індія                                                                                     | 50-249 зрілих особин        | - розвиток сільського господарства |
| Astrochelys yniphora             | Черепаха-леміш Ангонока                                                                      | Плазун (черепаха)          |            | район Baly Bay, північно-західний Малагаскар | 440-770 особин              | - незаконний відлов для міжнародної торгівлі тваринами                                                                                     |
| Atelopus balios                  | Жаба з Rio Pescado                                                                           | Амфібія (жаба)             |            | провінції Azuay, Cañar і Guyas, південно-західний Еквадор                                                                                        | Невідомо                    | - хитридіомікоз - лісозаготівлі - розвиток сільського господарства                                                                         |
| Aythya innotata                  | Мадагаскарський нирок                                                                        | Птах                       |            | вулканічні озера на півночі Bealanana, Мадагаскар                                                                                                | прибл. 80 дорослих особин   | - сільське господарство - полювання і рибалка - інтродуковані риби                                                                         |
| Azurina eupalama                 | Галапагоський хроміс                                                                         | Риба                       |            | Невідомо | Невідомо                    | - зміни клімату - океанографічні зміни, пов'язані з Ель-Ніньйо 1982/1983                                                                   |
| Bahaba taipingensis              | Гігантський жовтий буркотун                                                                  | Риба                       |            | Китайське узбережжя від річки Янцзи до Гонконгу                                                                                                  | Невідомо                    | - надмірний вилов риби через цінність плавального міхура в традиційній медицині                                                            |
| Batagur baska                    | Звичайний батагур чотириклишонога черепаха                                                   | Плазун (черепаха)          |            | Бангладеш, Камбоджа, Індія, Індонезія і Малайзія                                                                                                 | Невідомо                    | - нелегальний експорт до Китаю |
| Bazzania bhutanica               | (печіночник)                                                                                 | Рослина                    |            | Budini and Lafeti Khola, Бутан | дві популяції               | - проріджування лісів - переексплуатація                                                                                                   |
| Beatragus hunteri                | Гірола (антилопа)                                                                            | Ссавець                    |            | південний схід Кенії і, можливо, південний захід Сомалі                                                                                          | < 1000 особин               | - втрата біотопів - конкуренція з боку свійської худоби - браконьєрство                                                                    |
| Bombus franklini                 | джміль Франкліна                                                                             | Комаха (джміль)            |            | Орегон і Каліфорнія | Невідомо                    | - хвороби від комерційних джмелів - деструкція біотопів і деградація                                                                       |
| Brachyteles hypoxanthus          | Північний муріку волохата мавпа-павук                                                        | Ссавець (примат)           |            | Атлантичний ліс, південний схід Бразилії | < 1000 особин               | - широкомасштабні рубки лісу |
| Bradypus pygmaeus                | карликовий трипалий лінивець                                                                 | Ссавець                    |            | Острів Escudo de Veraguas, Панама | < 500 особин                | - нелегальне вирубування мангрових лісів - полювання                                                                                       |
| Callitriche pulchra              | (водяна зірчатка)                                                                            | Рослина (прісноводна)      |            | басейн Gavdos, Греція | Невідомо                    | - експлуатація біотопів свійською худобою - модифікація безлічі локалітетів                                                                |
| Calumma tarzan                   | Хамелеон Тарзана                                                                             | Плазун                     |            | регіон Anosibe An'Ala, східний Мадагаскар | < 100 особин                | - agriculture |
| Cavia intermedia                 | Свинка Св. Катарини                                                                          | Ссавець (гризун)           |            | Острів Moleques do Sul, Санта-Катарина, Бразилія                                                                                                 | 40-60 особин                | - руйнування біотопів - можливо, полювання - наслідок утворення таких маленьких популяцій                                                  |
| Cercopithecus roloway            | Мавпа Роловея                                                                                | Ссавець (примат)           |            | Кот-д-Івуар | Невідомо                    | - полювання - втрата біотопів |
| Coleura seychellensis            | Сейшельська колеура                                                                          | Ссавець (кажан)            |            | Дві невеличкі печери на Silhouette і Mahé, Сейшели                                                                                               | < 100 особин                | - деградація біотопів - хижатство з боку інвазивних видів                                                                                  |
| Cryptomyces maximus              | Вербовий пухир                                                                               | Гриб                       |            | Pembrokeshire, Велика Британія | Невідомо                    | - обмеженість біотопів |
| Cryptotis nelsoni                | Мала вухата землерийка Нельсона                                                              | Ссавець                    |            | Вулкан San Martín Tuxtla, Веракрус, Мексика | Невідомо                    | - вирубування лісу - випасання свійської худоби - пожежі - агрікультура                                                                    |
| Cyclura collei                   | Ямайська ігуана Ямайська скельна ігуана                                                      | Плазун                     |            | Hellshire Hills, Ямайка | Невідомо                    | - деструкція біотопів - хижацтво з боку інтродукованих видів                                                                               |
| Dendrophylax fawcettii           | Орхідея-привид Кайманових островів                                                           | Рослина                    |            | Ліс Ironwood, Джорджтаун, Гранд-Кайман | Невідомо                    | - розвиток інфраструктури |
| Dicerorhinus sumatrensis         | Суматранський носоріг                                                                        | Ссавець                    |            | Сабах, Саравак і Півострівна Малайзія, Калімантан і Суматра, Індонезія                                                                           | < 250 особин                | - полювання (ріг використовується в традиційній медицині)                                                                                  |
| Diomedea amsterdamensis          | Амстердамський альбатрос                                                                     | Птах                       |            | Гніздування на плато Tourbières, Амстердамський острів, Індійський океан.                                                                        | 100 дорослих особин         | - захворювання - випадковий побічний прилов ярусного лову                                                                                  |
| Dioscorea strydomiana            | Дикий ямс                                                                                    | Рослина                    |            | Район Oshoek, Mpumalanga, Південная Африка | 200 особин                  | - збирання для використання в медицині |
| Diospyros katendei               |                                                                                              | Рослина (дерево)           |            | Резерват Kasyoha-Kitomi Forest, Уганда | 20 особин в одній популяції | - сільськогосподарська діяльність - незаконне вирубування дерев - видобуток розсипного золота - маленька популяція                         |
| Dipterocarpus lamellatus         |                                                                                              | Рослина (дерево)           |            | Лісний резерват Siangau, Сабах, Малайзія | 12 особин                   | - вирубка рівнинних лісів - створення індустріальних плантацій                                                                             |
| Discoglossus nigriventer         | Хульська пофарбована жаба                                                                    | Амфібія                    |            | Долина Hula, Ізраїль | Невідомо                    | - хижацтво птахів - обмеження ареалу через руйнування середовища проживання                                                                |
| Dombeya mauritania               |                                                                                              | Рослина                    |            | Маврикій | Невідомо                    | - посягання інвазивних видів рослин - втрата середовища проживання через культивування канабісу                                            |
| Elaeocarpus bojeri               |                                                                                              | Рослина (дерево)           |            | Grand Bassin, Маврикій | < 10 особин                 | - деградація біотопів |
| Eleutherodactylus glandulifer    | La Hotte glanded frog                                                                        | Амфібія                    |            | Масив de la Hotte, Гаїті | Невідомо                    | - виробництво деревного вугілля - підсічно-вогневе землеробство                                                                            |
| Eleutherodactylus thorcetes      | Macaya breast-spot frog                                                                      | Амфібія (жаба)             |            | Гори Formon і Macaya, масив de la Hotte, Гаїті                                                                                                   | Невідомо                    | - виробництво деревного вугілля - підсічно-вогневе землеробство                                                                            |
| Eriosyce chilensis               | Чиленіто (кактус)                                                                            | Рослина                    |            | Pta Molles і Pichidungui, Чилі | < 500 особин                | - колекціонування квітучих рослин |
| Erythrina schliebenii            | Коралове дерево                                                                              | Рослина                    |            | Ліс Namatimbili-Ngarama, Танзанія | < 50 особин                 | - обмеженість біотопів і малі розміри популяцій збільшують уразливість                                                                     |
| Euphorbia tanaensis              |                                                                                              | Рослина (дерево)           |            | Резерват Witu Forest, Кенія | 4 дорослих особини          | - незаконні рубки - експанція агрикультури - розвиток інфраструктури                                                                       |
| Eurynorhyncus pygmeus            | Лопатень                                                                                     | Птах                       |            | Гніздує в Росії, мігрує східноазійсько-австрлійським шляхом до місць зимівлі в Бангладеш і М'янмі                                                | 100 гніздуючих пар          | - відлов - рекультивація земель |
| Ficus katendei                   |                                                                                              | Рослина                    |            | Лісовий резерват Kasyoha-Kitomi, річка Ishasha, Уганда                                                                                           | < 50 дорослих особин        | - сільське господарство - нелегальні рубки - видобуток розсипного золота                                                                   |
| Geronticus eremita               | Північний лисий ібіс                                                                         | Птах                       |            | Гніздує в Марокко, Туреччині і Сирії. Сирійська популяція зимує в центральній Ефіопії                                                            | 200-249 дорослих особин     | - деградація і деструкція біотопів - полювання                                                                                             |
| Gigasiphon macrosiphon           | (квіткова рослина родини Fabaceae)                                                           | Рослина                    |            | Лісові резервати Kaya Muhaka, Gongoni і Mrima, Кенія, природний резерват Amani, лісовий резерват West Kilombero Scarp, і Kihansi Gorge, Танзанія | 33 особини                  | - видобуток деревини - розвиток сільського господарства - хижацтво з боку диких свиней                                                     |
| Gocea ohridana                   | (гастропод)                                                                                  | Молюск                     |            | Охридське озеро, Македонія | Невідомо                    | - підвищення рівнів забруднення - забір води - збільшення седиментації                                                                     |
| Heleophryne rosei                | Жаба-привид гірська                                                                          | Амфібія                    |            | Гора Table, Західна Капська провінція, Південна Африка                                                                                           | Невідомо                    | - інвазивні рослини - водозабір |
| Hemicycla paeteliana             | (наземний равлик)                                                                            | Молюск                     |            | Jandia peninsula, Fuerteventura, Canary Islands                                                                                                  | Невідомо                    | - перевипас - витоптування козами і туристами                                                                                              |
| Heteromirafa sidamoensis         | Лівійський жайворонок                                                                        | Птах                       |            | Лівійські рівнини, південна Ефіопія | 90-256 особин               | - експансія агрикультури - перевипас - пожежі                                                                                              |
| Hibiscadelphus woodii            |                                                                                              | Рослина (невеличке дерево) |            | Долина Kalalau, Гаваї | Невідомо                    | - деградація біотопів через свійських копитних - конкуренція з інвазивними видами рослин                                                   |
| Hucho perryi                     | Сахалінський таймень                                                                         | Риба                       |            | російські і японські ріки, Тихий океан між Росією і Японією                                                                                      | Невідомо                    | - перевилов (спортивна риболовля і комерційний прилов) - каптаж - сільське господарство                                                    |
| Johora singaporensis             | Сінгапурський прісноводний краб                                                              | Ракоподібне                |            | Природний резерват Bukit Timah і струмки поблизу Bukit Batok, Сінгапур                                                                           | Невідомо                    | - деградація біотопів через погіршення якості і кількості води                                                                             |
| Lathyrus belinensis              | Belin vetchling (квіткова рослина зв'язана з Lathyrus odoratus — запашний горошок)           | Рослина                    |            | Окраїна села Belin, Анталія, Туреччина | < 1000 особин               | - урбанізація - перевипас - посадки хвойних - розширення доріг                                                                             |
| Leiopelma archeyi                | Ліопельма Арчі                                                                               | Амфібія (жаба)             |            | Півострів Coromandel і ліс Whareorino, Нова Зеландія                                                                                             | Невідомо                    | - Chytridiomycosis - хижацтво з боку інвазивних видів                                                                                      |
| Lophura edwardsi                 | Фазан Едвардса                                                                               | Птах                       |            | Quang Binh, Quang Tri і Thua Thien-Hue, В'єтнам                                                                                                  | Невідомо                    | - втрата біотопів - полювання |
| Magnolia wolfii                  | (дерево типу Magnolia)                                                                       | Рослина                    |            | Risaralda, Колумбія | < 5 особин                  | - ізольованість виду - низькі темпи відтворення                                                                                            |
| Margaritifera marocana           | (прісноводний молюск)                                                                        | Молюск                     |            | Oued Denna, Oued Abid і Oued Beth, Морокко | < 250 особин                | - забруднення - development |
| Moominia willii                  | (равлик)                                                                                     | Молюск                     |            | острів Silhouette, Сейшели | < 500 особин                | - інвазивний вид - зміни клімату |
| Natalus primus                   | Кубинський великий воронковухий кажани                                                       | Ссавець                    |            | Cueva La Barca, острів Pines, Куба | < 100 особин                | - втрата біотопів - непокоєння з боку людей                                                                                                |
| Nepenthes attenboroughii         | Глечик Аттенборо                                                                             | Рослина                    |            | Гора Victoria, Палаван, Філіппіни | Невідомо                    | - браконьєрство |
| Nomascus hainanus                | Хайнанський гібон                                                                            | Ссавець (примат)           |            | Острів Hainan, Китай | < 20 особин                 | - полювання |
| Neurergus kaiseri                | Лузистанський тритон                                                                         | Амфібія                    |            | Гори Zagros, Lorestan, Іран | < 1000 особин               | - незаконний збір для торгівлі тваринами                                                                                                   |
| Oreocnemis phoenix               | Червона бабка (damselfly)                                                                    | Комаха (бабка)             |            | Плато Mulanje, Малаві | Невідомо                    | - руйнування і деградація середовища проживання через осушення - експансія сільського господарства - лісове господарство                   |
| Pangasius sanitwongsei           | Велетеньський пангазиус                                                                      | Риба (сом)                 |            | Басейни Chao Phraya і Mekong в Камбоджі, Китаї, Лаосі, Таїланді та В'єтнамі                                                                      | Невідомо                    | - перевилов - колекціонування для акваріумів                                                                                               |
| Parides burchellanus             | (метелик)                                                                                    | Комаха (метелик)           |            | Cerrado, Бразилія | < 100 особин                | - розселення людей - обмежене поширення |
| Phocoena sinus                   | Каліфорнійська морська свиня                                                                 | Ссавець (кит)              |            | Північна Каліфорнійська затока, Мексика | < 200 особин                | - заплутування у рибальських мережах |
| Picea neoveitchii                | Типу смереки                                                                                 | Рослина (дерево)           |            | Qinling Range, Китай | Невідомо                    | - деструкція лісів |
| Pinus squamata                   | Qiaojia pine                                                                                 | Рослина (сосна)            |            | Qiaojia, Yunnan, Китай | < 25 особин                 | - обмежене розповсюдження - малий розмір популяції                                                                                         |
| Poecilotheria metallica          | Тарантул-гуті, металевий тарантул, павичевий парашутний павук, павичевий тарантул, салепургу | Павук                      |            | Nandyal і Giddalur, Andhra Pradesh, Індія | Невідомо                    | - знеліснення - використання для саморобок - цивільні безлади                                                                              |
| Pomarea whitneyi                 | Фатугіва-монарх                                                                              | Птах                       |            | Fatu Hiva, Маркізькі острови, Французька Полінезія                                                                                               | 50 особин                   | - хижацтво з боку інтродукованих видів — Rattus rattus і здичавілих кішок                                                                  |
| Pristis pristis                  | Звичайна риба-пилка                                                                          | Риба                       |            | Прибережні тропічні і субтропічні води Індо-Тихого і Атлантичного океанів. У даний час в значній мірі обмежується північною Австралією           | Невідомо                    | - експлуатація видалила вид на 95% його історичного ареалу                                                                                 |
| Prolemur simus                   | Великий бамбуковий лемур                                                                     | Ссавець (примат)           |            | Південно-східні і південно-центральні дощові ліси Мадагаскару                                                                                    | 100-160 особин              | - агрикультура - гірничі роботи - нелегальні лісозаготівлі                                                                                 |
| Propithecus candidus             | Сілкі-сіфака                                                                                 | Ссавець (примат)           |            | Масив Maroantsetra до Andapa, і Масив Marojeju, Мадагаскар                                                                                       | 100-1000 особин             | - полювання - деструкція біотопів |
| Psammobates geometricus          | Геометрична черепаха                                                                         | Плазун                     |            | Західна Капська провінція, Південна Африка | Невідомо                    | - втрата біотопів через руйнацію - хижацтво                                                                                                |
| Pseudoryx nghetinhensis          | Саола                                                                                        | Ссавець                    |            | Гори Annamite, на кордоні між В'єтнамом і Лаосом                                                                                                 | Невідомо                    | - деструкція біотопів - полювання |
| Psiadia cataractae               |                                                                                              | Рослина                    |            | Маврикій | Невідомо                    | - проекти розвитку - конкуренція з інвазивними видами рослин                                                                               |
| Psorodonotus ebneri              | Beydaglari bush-cricket                                                                      | Комаха                     |            | Beydaglari range, Анталія, Туреччина | Невідомо                    | - зміни клімату - втрата біотопів |
| Rafetus swinhoei                 | Черепаха Свайно                                                                              | Плазун                     |            | Озеро Hoan Kiem і озеро Dong Mo, В'єтнам, і зоопарк Suzhou, Китай                                                                                | 4 особини                   | - полювання - деструкція вологих біотопів - забруднення                                                                                    |
| Rana sevosa                      | Сутінкова жаба-ховрашок                                                                      | Амфібія                    |            | Harrison County, Міссіссіппі, США | 60-100 особин               | - грибкові захворювання - зміни клімату - зміни характеру господарювання                                                                   |
| Rhinoceros sondaicus             | Яванський носоріг                                                                            | Ссавець                    |            | Національний парк Ujung Kulon, Ява, Індонезія | < 100 особин                | - полювання для традиційної медицини - малий розмір попляції                                                                               |
| Rhinopithecus avunculus          | Тонкінський ринопітек                                                                        | Ссавець (примат)           |            | Північно-східний В'єтнам | < 200 особин                | - втрата біотопів - полювання |
| Rhizanthella gardneri            | Західно-австралійська підземна орхідея                                                       | Рослина                    |            | Західнаestern Австралія, Австралія | < 100 особин                | - розчищення земель для сільського господарства - зміни клімату - засолення                                                                |
| Rhynchocyon sp.                  | Ринхоціон великий                                                                            | Ссавець (землерийка)       |            | Ліс Boni-Dodori, район Lamu, Кенія | Невідомо                    | - розвиток, що призводить до втрати середовища проживання                                                                                  |
| Risiocnemis seidenschwarzi       | Cebu frill-wing                                                                              | Комаха (бабка)             |            | Околиці річки Kawasan, Цебу, Філіппіни | Невідомо                    | - деградація і деструкція біотопів |
| Rosa arabica                     |                                                                                              | Рослина                    |            | Гори св. Катерини, Єгипет | Невідомо, 10 субпопуляцій   | - випасання свійської худоби - зміни клімату і посуха - збирання з медичною метою - обмежений ареал                                        |
| Salanoia durrelli                | Вонціра Даррелла (мангуст)                                                                   | Ссавець                    |            | Марші озера Alaotra, Мадагаскар | Невідомо                    | - втрата біотопів |
| Santamartamys rufodorsalis       | Червоний чубатий деревний щур                                                                | Ссавець (гризун)           |            | Sierra Nevada de Santa Marta, Колумбія | Невідомо                    | - урбанізація - кавові плантації |
| Scaturiginichthys vermeilipinnis | Червоноплавникова синьоочка                                                                  | Риба                       |            | Edgbaston Station, центральна частина західного Квінсленда, Австралія                                                                            | 2000-4000 особин            | - хижацтво з боку інтродукованих видів |
| Squatina squatina                | Акула-ангел                                                                                  | Риба                       |            | Канарські острови | Невідомо                    | - донне тралення |
| Sterna bernsteini                | Китайський чубатий крячок                                                                    | Птах                       |            | Гніздування у Zhejiang і Fujian, Китай. Поза сезоном гніздування Індонезія, Малайзія, Філіппіни, Тайвань, Таїланд.                               | < 50 особин                 | - деструкція біотопів - колекціонування яєць                                                                                               |
| Syngnathus watermeyeri           | Естуарна морська голка                                                                       | Риба                       |            | Естуарій Kariega до естуарію East Kleinemonde, Східна Капська проовінція, Південна Африка                                                        | Невідомо                    | - будівництво гребель змінює течію річки - повінь у гирлах естуарію                                                                        |
| Tahina spectabilis               | Дімака Суїцидна пальма                                                                       | Рослина                    |            | Дистрикт Analalava, північно-західний Мадагаскар                                                                                                 | 90 особин                   | - пожежі - незаконні рубки - розвиток агрикультури                                                                                         |
| Telmatobufo bullocki             | Псевдоропуха Баллока                                                                         | Амфібія (жаба)             |            | Nahuelbuta, провінція Arauco, Чилі | Невідомо                    | - будівництво ГЕС |
| Tokudaia muenninki               | Окінавський колючий щур                                                                      | Ссавець (гризун)           |            | Острів Окінава, Японія | Невідомо                    | - втрата біотопів - хижацтво з боку здичавілих котів                                                                                       |
| Trigonostigma somphongsi         | Somphongs's rasbora (риба з родини Променепері)                                              | Риба                       |            | Басейн Mae Khlong, Таїланд | Невідомо                    | - перетворення сільгоспугідь і урбанізація                                                                                                 |
| Valencia letourneuxi             |                                                                                              | Риба                       |            | Південна Албанія і Західна Греція | Невідомо                    | - деструкція біотопів - водозабір - агресивні взаємодії з Gambusia                                                                         |
| Voanioala gerardii               | Лісовий кокос                                                                                | Рослина                    |            | півострів Masoala, Мадагаскар | < 10 особин                 | - знеліснення - збирання горіхів у їжу |
| Zaglossus attenboroughi          | Єхидна Аттенборо                                                                             | Ссавець                    |            | Гори Cyclops, провінція Papua, Індонезія | Невідомо                    | - перетворення і деградація біотопів - лісозаготівля - розширення сільськогосподарських угідь, вогневе землеробство і полювання аборигенів |

## Ресурси Інтернету
- http://www.wired.com/2012/09/endangered-species-value/ [Архівовано 22 жовтня 2015 у Wayback Machine.]
- IUCN Species Survival Commission [Архівовано 5 вересня 2015 у Wayback Machine.]